# Pismo lustrzane

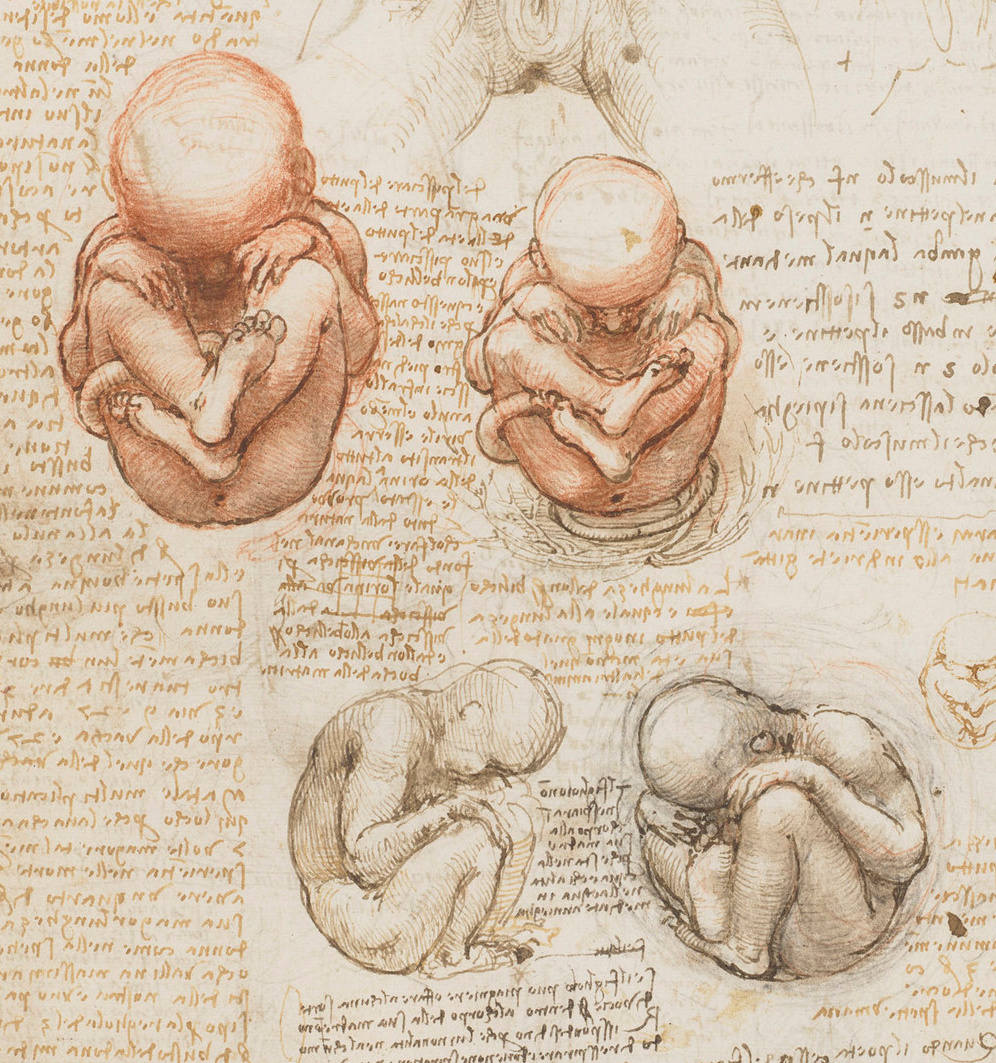
Rysunki Leonarda da Vinci z notatkami, wykonanymi pismem lustrzanym

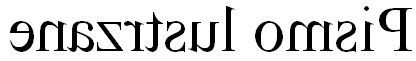
Dwa wyrazy napisane pismem lustrzanym

Pismo lustrzane – zapis alfabetyczny, w którym wyrazy pisane są od tyłu – od prawej do lewej strony – w taki sposób, że odczytanie treści tekstu wymaga użycia lustra.
Za największego twórcę i użytkownika tego rodzaju pisma uważa się włoskiego artystę renesansowego i naukowca, Leonarda da Vinci. Często można spotkać się z nieprawdziwym przypuszczeniem, że w ten sposób szyfrował znakomitą część swoich prac, jednak w istocie czynił to, aby nie rozmazywać atramentu przesuwając dłonią od prawej do lewej. Na pierwszy rzut oka, notatki wydawały się być zapisane w nieznanym języku. Dopiero później badacze odkryli sposób zapisu, który został skojarzony z faktem, iż uczony był również leworęczny (co sprzyjało „lustrzanemu” zapisowi).
Mówiąc o piśmie lustrzanym, medycyna zwykle traktuje je jako zaburzenie w rozwoju dziecka, podczas gdy pisanie „od tyłu” jest często zwykłą konsekwencją leworęczności. Tak jak przy pisaniu prawą ręką naturalnym odruchem jest prowadzenie jej z lewej strony do prawej, tak piszącym lewą ręką łatwiej prowadzić rękę od prawej do lewej strony. Nie każdy jednak leworęczny potrafi posługiwać się pismem lustrzanym.